# 姨捨站
姨捨站（日语：／ Obasute eki */?）是位於日本長野縣千曲市大字八幡姨舍的東日本旅客鐵道（JR東日本）篠之井線鐵路車站。

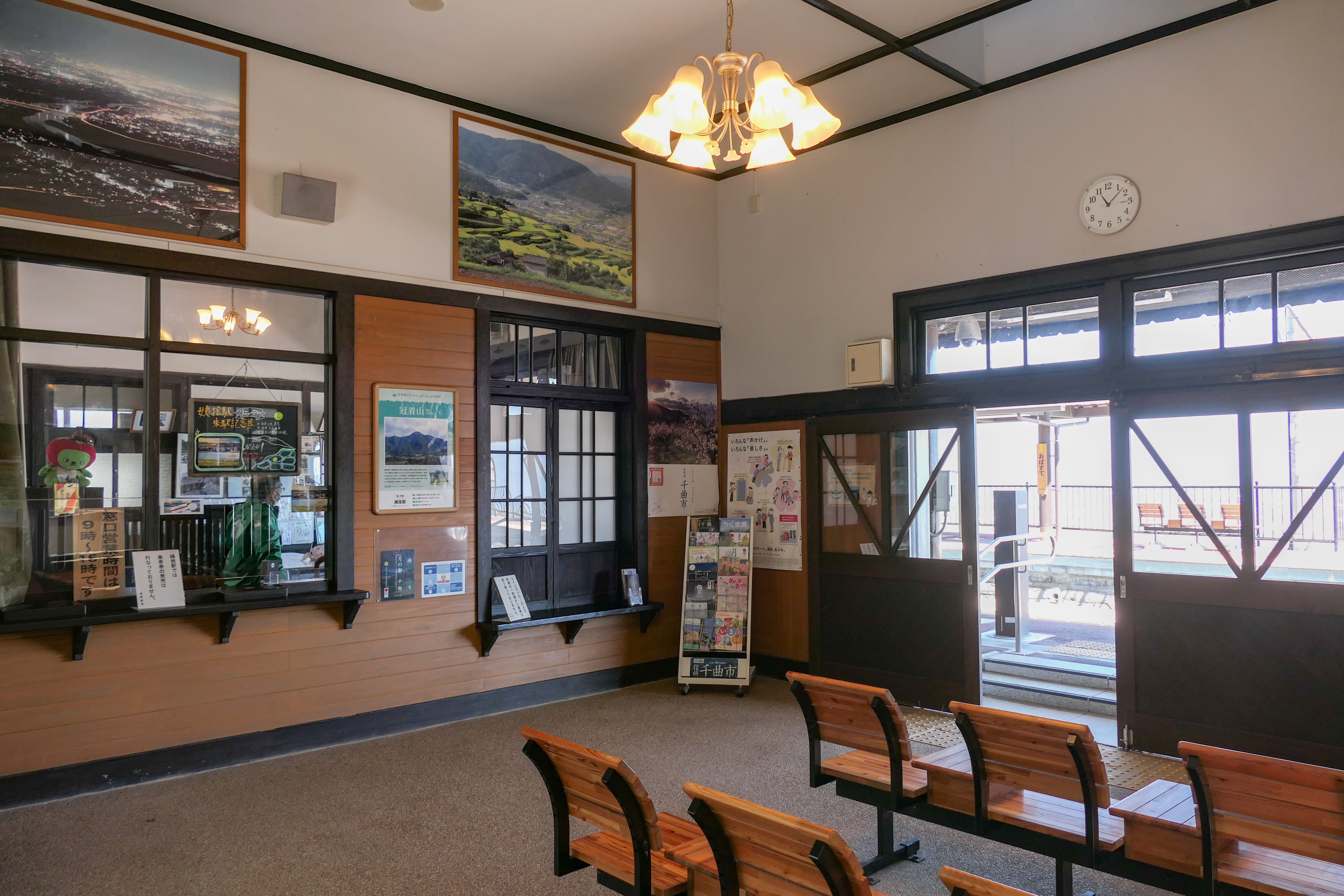
車站內部(2022年4月)

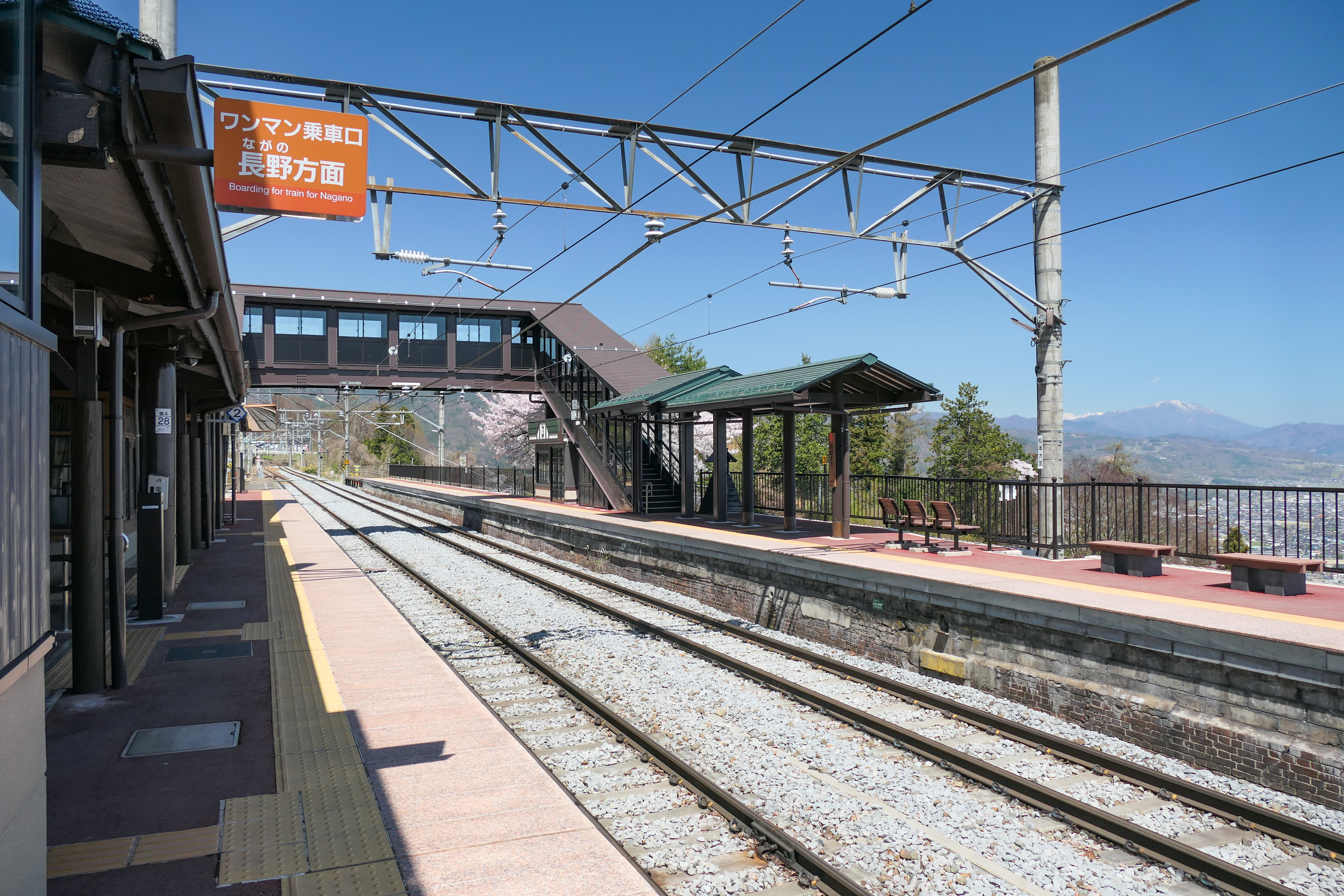
月台(2022年4月)

## 車站結構
本站為對向式月台2面2線的地面車站，兼設有自由通道和跨線天橋。本站野是日本少見的折返式車站。當篠之井、長野方向列車進站時，首先進入月台範圍，然後退後進入引上線;往松本、鹽尻方向的列車剛好相反。另外，當列車通過時，該列車不需要使用引上線和進入月台範圍。

### 月台配置
| 月台 | 路線      | 方向 | 目的地           |
| ---- | --------- | ---- | ---------------- |
| 1    | ■篠之井線 | 上行 | 松本、鹽尻方向   |
| 2    | ■篠之井線 | 下行 | 篠之井、長野方向 |

## 車站周邊
- 姨捨山
- 长野自动车道姨舍服务区
- 长乐寺

## 历史
- 1900年（明治33年）11月1日：開業。
- 1934年（昭和9年）6月1日：新站舍建成。
- 1960年（昭和35年）6月1日：貨運業務停止辦理。
- 1972年（昭和47年）3月：不再派駐站員，成為無人站，由長野車站管理。
- 1987年（昭和62年）4月1日：國鐵分割民營化，成為東日本旅客鐵道的一個車站。
- 2012年（平成24年）8月1日：被日本夜景遺產（自然夜景遺產）認定[1]。

## 相鄰車站
東日本旅客鐵道
■篠之井線
□快速（只限一部分往松本方向列車停靠）、■普通（包括「水篶」）
冠着－姨捨－（桑之原信號場）－稻荷山